# Пойга (приток Катки)
Пойга — река в России, протекает по Некоузскому и Мышкинскому районам Ярославской области. Устье реки находится в 23 км по правому берегу реки Катка от её устья. Длина реки составляет 22 км, площадь водосборного бассейна — 91,9 км².
Крупнейшие притоки: Волосовский (справа), Шищинка (справа).
Сельские населённые пункты около реки: Некоузский район — Халява, Красово, Бибяки, Кузьминское; Мышкинский район — Балакирево, Говитаново, Максаково, Бибиково, Глинино, Левцово, Летиково, Исаково, Дьяконово, Хороброво.

## Данные водного реестра
По данным государственного водного реестра России относится к Верхневолжскому бассейновому округу, водохозяйственный участок реки — Волга от Угличского гидроузла до начала Рыбинского водохранилища, речной подбассейн реки — бассейны притоков (Верхней) Волги до Рыбинского водохранилища. Речной бассейн реки — (Верхняя) Волга до Куйбышевского водохранилища (без бассейна Оки).
Код объекта в государственном водном реестре — 08010100912110000004512.